# The Way of the Eskimo

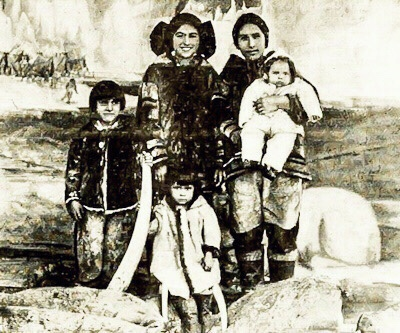
Photographie de Columbia Eneutseak avec sa famille

The Way of the Eskimo est un film muet américain réalisé par William V. Mong et sorti en 1911.

## Fiche technique
- Réalisation : William V. Mong
- Scénario : Columbia Eneutseak, d'après son histoire
- Production : William Selig
- Date de sortie :  États-Unis : 17 juillet 1911

## Distribution
- William V. Mong
- J.C. Smith